# Egodistonico
In psicologia, egodistonico (o ego alieno) è qualunque pensiero e comportamento (sogno, compulsione, desiderio, ecc.) che sia in conflitto o dissonante con i bisogni e gli obiettivi dell'Io, o ancora, in conflitto con i desideri di una persona immagine di sé ideale. È l'opposto dell'egosintonico.

## Applicabilità
La psicologia anormale ha studiato in dettaglio i concetti egosintonici ed egodistonici. Molti disturbi della personalità sono egosintonici, il che rende difficile il loro trattamento in quanto i pazienti potrebbero non percepire nulla di sbagliato e considerare le loro percezioni e comportamenti ragionevoli e appropriati.
Una delle differenze tra un disturbo mentale egodistonico ed egosintonico è nel confrontare il disturbo ossessivo-compulsivo (DOC) e il disturbo ossessivo-compulsivo di personalità. Il disturbo ossessivo compulsivo è considerato egodistonico poiché i pensieri e le compulsioni sperimentati o espressi non sono coerenti con l'auto-percezione dell'individuo, il che significa che i pensieri sono indesiderati, angoscianti e riflettono l'opposto dei loro valori, desideri e auto-costruzione. Al contrario, il disturbo ossessivo-compulsivo di personalità è egosintonico, poiché il paziente generalmente percepisce la propria ossessione per l'ordine, il perfezionismo e il controllo come ragionevole e persino desiderabile.